# Don Davis
Pour les articles homonymes, voir Don Davis (homonymie) et Davis.
Donald Davis, dit Don Davis, est un compositeur américain, né le 4 février 1957 à Anaheim, en Californie.
Il est principalement connu pour avoir composé la musique de la trilogie Matrix réalisée par les Wachowski.

## Biographie

### Œuvres de concert
- 1977 : Chronym I, pour flûte
- 1978 : Trio, pour violon, alto et violoncelle
- 1978 : 12 Poems For Jonathan David Wolf, pour soprano et piano
- 1978 : Chamber Concerto, pour 7 instruments
- 1979 : Timbral Spectra, pour vents et percussion
- 1979 : Chamber Variations, pour 12 instruments
- 1980 : Chronym II, pour piano
- 1981 : Chamber Symphony
- 1981 : Chronym III, pour clarinette et clarinette basse
- 1982 : Symphony
- 1983 : Bleeding Particles, pour quatuor à cordes (disponible sur le CD California Composers interprété par Arditti String Quartet, label Albany Records)
- 1988 : Harsh, pour 10 instruments
- 1989 : Bleak, pour 9 instruments
- 1990 : The Eye And The Pyramid, pour orchestre (commande du L.A. Pops Orchestra)
- 1991 : Going On, pour violoncelle (commande de Roger Lebow)
- 1992 : Green Light, pour 7 instruments (commande de XTET)
- 1993 : What Is The Silence, pour 9 instruments (commande du ICA/S. Mark Taper Found)
- 1994 : Afterimages, pour violon et piano (commande d'Elizabeth Baker)
- 1995 : Of The Illuminated, pour 5 voix solistes, chœur et orchestre (commande de la Joseph and Loretta Law Foundation for the Colorado Symphony Orchestra and Chorus)
- 1996 : Flurry, pour 10 instruments (commande du XTET)
- 1996 : No Exit, pour flûte, alto et harpe (commande de la Debussy Trio Foundation)
- 1997 : The Enchanted Place Suite, pour récitant et orchestre (commande de Peter Dennis and Bother! L.A. Productions)
- 1998 : Pain, pour piano duo (commande de Vicki Ray et Gloria Cheng)
- 1999 : Illicit Felicity, pour piano solo (transcription pour piano du film "Bound" pour Gloria Cheng, Telarc CD-80549)
- 2000 : Critical Mass, pour orchestre
- 2002 : Wandering, quatuor à cordes (commande du New Hollywood String Quartet)
- 2002 : A Lunatic Air (On Fire), pour 6 instruments (commande du California E.A.R. Unit)
- 2005 : Río de Sangre Suite, pour 5 voix solistes, chœur et orchestre (commande du Los Angeles Master Chorale)

### Opéra
- 2010 : Río de Sangre, opéra en trois actes (commande de la Florentine Opera Company)

## Filmographie
Sauf indication contraire, les informations mentionnées dans cette section peuvent être confirmées par les bases de données cinématographiques  présentes dans la section « Liens externes ».

### En tant que compositeur

#### Cinéma

##### Longs métrages
- 1984 : Gremlords (Hyperspace) de Todd Durham
- 1988 : Blackout de Doug Adams
- 1995 : Dingo et Max (A Goofy Movie) de Kevin Lima - musique additionnelle
- 1996 : Bound des Wachowski
- 1997 : Magic warriors (Warriors of Virtue) de Ronny Yu
- 1998 : La Conscience tranquille (The Lesser Evil) de David Mackay
- 1998 : A League of Old Men d'Allan Rich
- 1999 : Matrix (The Matrix) des Wachowski
- 1999 : Universal Soldier: Le combat absolu (Universal Soldier: The Return) de Mic Rodgers
- 1999 : Turbulences 2 (Fear of Flying) de David Mackay
- 1999 : La Maison de l'horreur (House on Haunted Hill) de William Malone
- 2001 : Antitrust (Antitrust) de Peter Howitt
- 2001 : Mortelle Saint-Valentin (Valentine) de Jamie Blanks
- 2001 : Jurassic Park 3 (Jurassic Park III) de Joe Johnston - d'après le thème principal de John Williams
- 2001 : Sous le silence (The Unsaid) de Tom McLoughlin
- 2001 : En territoire ennemi (Behind Enemy Lines) de John Moore
- 2002 : Long Time Dead de Marcus Adams
- 2002 : Ecks contre Sever : Affrontement mortel (Ballistic: Ecks vs. Sever) de Wych Kaosayananda
- 2003 : Matrix Reloaded (The Matrix Reloaded) des Wachowski
- 2003 : Matrix Revolutions (The Matrix Revolutions) des Wachowski
- 2006 : The Marine de John Bonito
- 2007 : The Good Life de Stephen Berra
- 2007 : Ten Inch Hero de David Mackay
- 2016 : False Memory Syndrom de Fulvio Sestito

##### Courts métrages
- 1991 : Session Man de Seth Winston
- 1994 : A Little Tailor's Christmas Story d'Allan Rich
- 2000 : Well Met in Osaka de Nick Bates
- 2003 : The Second Renaissance Part I & II de Mahiro Maeda
- 2003 : Le dernier vol de l'Osiris (Final Flight of the Osiris) d'Andrew R. Jones
- 2003 : Kid's Story de Shinichirô Watanabe
- 2017 : Shut Up and Run de Kamyla Davis

#### Télévision

##### Mini-séries
- 1996 : La Bête (The Beast) de Jeff Bleckner
- 1996 : Destination inconnue (Pandora's Clock) d'Eric Laneuville
- 1997 : Invasion d'Armand Mastroianni
- 1997 : L'Antre de Frankenstein (House of Frankenstein) de Peter Werner

##### Séries télévisées
- 1984 : Pour l'amour du risque (Hart to Hart) (4 épisodes)
- 1986 : Mr. Gun (Sledge Hammer!) (2 épisodes)
- 1987-1990 : La Belle et la Bête (Beauty and the Beast) (48 épisodes) (cocompositeur avec Lee Holdridge)
- 1990 : Les Tiny Toons (Tiny Toon Adventures) (5 épisodes)
- 1990 : Matlock (1 épisode)
- 1991 : My Life and Times (1 épisode)
- 1992 : The Plucky Duck Show (1 épisode)
- 1992 : Des Souris à la Maison-Blanche (Capitol Critters) (8 épisodes)
- 1993 : Taz-Mania (4 episodes)
- 1993 : Star Trek : La Nouvelle Génération (Star Trek : The Next Generation) (1 épisode)
- 1994 : SeaQuest, police des mers (SeaQuest) (9 épisodes)

##### Téléfilms
- 1988 : La Guerre des haras (Bluegrass) de Simon Wincer
- 1988 : Un autre monde (A Stoning in Fulham County) de Larry Elikann
- 1988 : Quiet Victory: The Charlie Wedemeyer Story de Roy Campanella II
- 1989 : Home Fires Burning de Glenn Jordan
- 1990 : Au-delà du temps (Running Against Time) de Bruce Seth Green
- 1991 : La nuit du mensonge (Lies Before Kisses) de Lou Antonio
- 1991 : A Little Piece of Heaven de Mimi Leder
- 1992 : Notorious de Colin Bucksey
- 1992 : Prisonnière de son passé (Woman with a Past) de Mimi Leder
- 1992 : Les Vacances des Tiny Toon (Tiny Toon Adventures: How I Spent My Vacation) (vidéo)
- 1993 : Country Estates de Donald Petrie
- 1993 : Psychose meurtrière (Murder of Innocence) de Tom McLoughlin
- 1994 : In the Best of Families: Marriage, Pride & Madness de Jeff Bleckner
- 1994 : Droit à l'absence (Leave of Absence) de Tom McLoughlin
- 1995 : Traquenard (Sleep, Baby, Sleep) d'Armand Mastroianni
- 1996 : Destin particulier (For Love Alone: The Ivana Trump Story) de Michael Lindsay-Hogg
- 1996 : Le Lac du doute (In the Lake of the Woods) de Carl Schenkel
- 1996 : L'amour oublié (The Perfect Daughter) de Harry Longstreet
- 1997 : Une inconnue au téléphone (Alibi) d'Andy Wolk
- 1997 : Not In This Town de Donald Wrye
- 1997 : Un mariage d'amour (A Match Made in Heaven) de Paul Wendkos
- 1997 : Weapons of Mass Distraction (en) de Stephen Surjik
- 1997 : Le troisième jumeau (The Third Twin) de Tom McLoughlin
- 1998 : Rivage mortel (The Lake) de David Jackson
- 1998 : Life of the Party: The Pamela Harriman Story de Waris Hussein
- 1998 : Le Secret de la route 9 (Route 9) de David Mackay
- 1999 : Mission d'élite (In the Company of Spies) de Tim Matheson
- 2000 : Mortelle invasion (Hell Swarm) de Tim Matheson
- 2000 : L'Homme traqué (Race Against Time) de Geoff Murphy
- 2000 : Recherche fiancée pour papa (Personally Yours) de Jeffrey Reiner
- 2002 : Meurtre à Greenwich (Murder in Greenwich) de Tom McLoughlin
- 2004 : Voyage autour du soleil (Space Odyssey: Voyage to the Planets) (documentaire) de Joe Ahearne
- 2006 : Pour sauver ma fille (Augusta, Gone) de Tim Matheson

### En tant qu'orchestrateur pour d'autres compositeurs

#### Carter Burwell
- 1995 : Dingo et Max (A Goofy Movie) (a aussi orchestré et dirigé ses propres compositions pour le film)

#### Bruce Broughton
- 1998 : Perdus dans l'espace (Lost in Space) (a aussi composé de la musique additionnelle, sans être crédité)

#### John Debney
- 1993 : Hocus Pocus

#### Robert Folk
- 1986 : Police Academy 3 : Instructeurs de choc (Police Academy 3: Back In Training)
- 1987 : Police Academy 4 : Aux armes citoyens (Police Academy 4: Citizens On Patrol)

#### David Foster
- 1991 : Espion junior (If Looks Could Kill)

#### Joe Harnell
- 1983 : V (série télévisée) (non crédité)

#### James Horner
- 1993 : L'Affaire Pélican (The Pelican Brief)
- 1993 : Les Quatre Dinosaures et le Cirque magique (We're Back! A Dinosaur's Story)
- 1994 : Légendes d'automne (Legends Of The Fall)
- 1994 : Richard au pays des livres magiques (The Pagemaster)
- 1994 : Danger immédiat (Clear And Present Danger)
- 1995 : Casper
- 1995 : Apollo 13 (non crédité)
- 1995 : Balto chien-loup, héros des neiges (Balto)
- 1996 : A l'épreuve du feu (Courage Under Fire) (non crédité)
- 1996 : La Rançon (Ransom)
- 1997 : Titanic

#### Michael Kamen
- 1990 : 58 minutes pour vivre (Die Hard 2: Die Harder)
- 1991 : Hudson Hawk, gentleman et cambrioleur (Hudson Hawk)
- 1991 : Robin des Bois, prince des voleurs (Robin Hood: Prince Of Thieves)
- 1993 : Last Action Hero (non crédité)

#### David Newman
- 1994 : Les Complices (I Love Trouble)
- 1996 : Le Fantôme du Bengale (The Phantom) (non crédité)

#### Randy Newman
- 1994 : Maverick
- 1995 : Toy Story
- 1996 : James et la Pêche géante (James And The Giant Peach) (également arrangeur de certaines chansons)
- 1996 : Michael
- 1997 : Air Force One (musique non utilisée)
- 1998 : Pleasantville
- 1998 : 1 001 Pattes (A Bug's Life)
- 2000 : Mon beau-père et moi (Meet The Parents)
- 2010 : Toy Story 3
- 2019 : Toy Story 4

#### Zbigniew Preisner
- 1994 : Pour l'amour d'une femme (When A Man Loves A Woman) (également compositeur de musiques additionnelles)

#### Alan Silvestri
- 1991 : Ricochet
- 1992 : La mort vous va si bien (Death Becomes Her)
- 1993 : Un flic et demi (Cop and a Half)
- 1994 : Trou de mémoire (Clean State) (non crédité)

#### Mark Snow
- 1988 : The In Crowd

## Distinctions

### Récompenses
Il a remporté deux Primetime Emmy Awards.

### Nominations
Il a été nommé à cinq autres reprises aux Primetime Emmy Awards. Il a aussi été nommé aux World Soundtrack Awards en 2001 pour Antitrust.